# Ngựa Ostfriesen
Ngựa Ostfriesen (Alt-Oldenburger và Ostfriesen) là đại diện của một nhóm các giống ngựa chủ yếu từ châu Âu lục địa gọi là ngựa máu nóng hạng nặng. Giống này có hai tên vì cùng một con ngựa được lai tạo ở hai khu vực ở phần tây bắc của Đức: Đông Frisia và cựu Đại công tước của Oldenburg. Cái tên "Alt-Oldenburger"-alt có nghĩa là "cũ"-chỉ đơn giản là phân biệt con ngựa này với hậu duệ của nó, ngựa Oldenburg hiện đại, được lai tạo cho thể thao. Ngựa AO/OF được các nhà bảo tồn lai tạo để phù hợp với mô hình trước Thế Chiến. Không giống như các cơ quan đăng ký của những con ngựa thể thao theo sau chúng, Trại nhân giông và đăng ký của chúng bị đóng một phần. Tuy nhiên, đánh giá bên ngoài và thử nghiệm hiệu suất của các đàn giống vẫn là một yếu tố quan trọng trong các cơ quan đăng ký này. Để hiểu lịch sử của Ostfriesen và Alt-Oldenburger, một sự hiểu biết về những người nuôi chúng là hữu ích.
Theo truyền thống, khu vực được định cư bởi người Frisia mang tính rất nông nghiệp, dựa trên độ màu mỡ mặc dù đất đầm lầy. Mặc dù Hanover là địa lý gần kề, địa hình của nó là nhiều đồi núi và văn hóa của họ đã xa nhau. Hơn nữa, vùng Oldenburg được chuyển qua lại giữa Đan Mạch và Đức. Hỗn hợp văn hóa độc đáo này mang đến cho khu vực một bản sắc riêng biệt hoàn toàn riêng. Câu chuyện của Ostfriesen và Alt-Oldenburger là những nhà lai tạo ngựa phản ứng với một thị trường năng động. Ngày nay có 20 con ngựa đực đã được phê duyệt và 160 con giống bố mẹ ở miền bắc. Chúng được lai tạo với một chương trình lai giống thuần túy, sử dụng Ostfriesen/Alt-Oldenburg, ngựa Groningen, Saxony-Thuringian Heavy Warmbloods và Silesian Heavy Warmbloods. Mục đích là tạo ra một con ngựa linh hoạt, chính xác và cân bằng với một tính khí điềm tĩnh. Mong muốn là một con ngựa với một khung thân mạnh mẽ, tính khí đồng hành ôn hòa, trong đó sử dụng thức ăn của nó tốt, có khả năng sinh sản cao, và phù hợp như một con ngựa cưỡi và ngựa kéo xe.